# Главнокомандующий
Главнокома́ндующий:
1. временная или постоянная высшая воинская должность (В/Д) на каком-либо театре войны (театре военных действий) или стратегическом направлении (регионе), и лицо назначенное на неё;
2. должность начальника вида вооружённых сил (отдельного рода войск (сил), не всегда) государства, объединённых вооружённых сил (ВС) государств, и лицо назначенное на неё.

В других источниках указано что Главнокомандующий — главный начальник армии или главный начальник ВС, действующих на одном театре войны (театре военных действий), или на всей территории государства. Сокращённо — Главко́м. Ранее на Руси (в России) Главнокомандующий или Большой воевода правил Главными силами или Большим полком.

## История
В связи с количественным увеличением формирований ВС, в различных государств мира, в период создания регулярных (призывных, вербовочных) ВС, стали вводиться и новые чины, звания и должности начальных людей (командиров) для руководства оперативными и стратегическими объединениями в мирное и военное время. Одной из таких воинских должностей стала должность «Главнокома́ндующий», с добавлением наименования формирования ВС государства. Ниже представлены некоторые (не все) В/Д в различных государствах, в различный исторический период. В период военного конфликта, для успешности военных действий, было необходимо, чтобы «главнокома́ндующий» пользовался обширными полномочиями.

### Российская империя

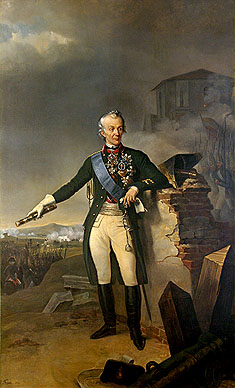
Главнокомандующий
А. В. Суворов.

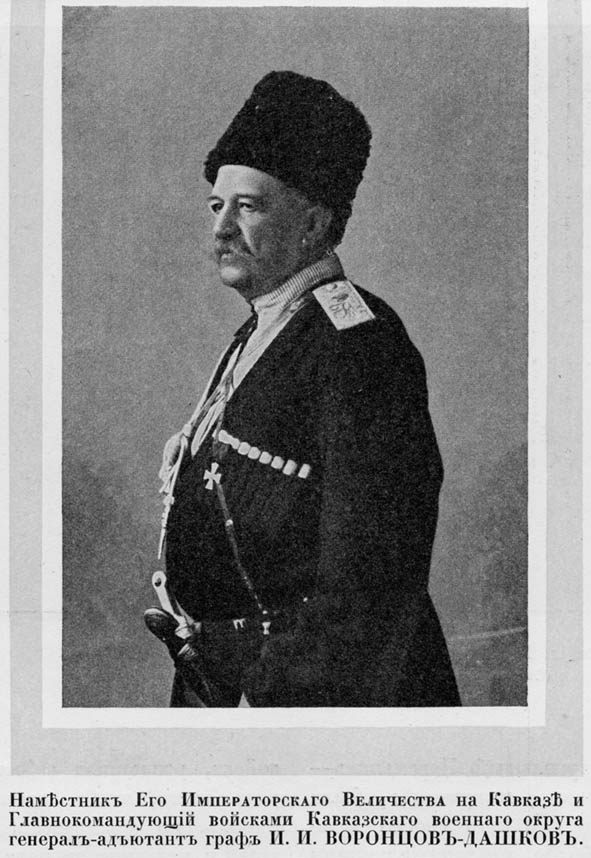
Наместник Его Императорского Величества на Кавказе и Главнокомандующий войсками Кавказского военного округа генерал-адъютант граф И. И. Воронцов-Дашков.

В Российской империи, до 1812 года, в Вооружённых Силах Российской Империи действовал «Воинский устав», утверждённый Всероссийским императором Петром Алексеевичем «Великим», по которому высшее и полномочное начальство над ними принадлежало лишь генералиссимусу, а в его отсутствии — генерал-фельдмаршалу, но власть генерал-фельдмаршала была весьма ограничена инструкциями и военным советом.
По принятии в России к действию «Учреждение для управления большой действующей армией», изданной в 1812 году, главнокомандующий назначался по непосредственному усмотрению императора, приказом и указом правительствующему сенату. Он облекался чрезвычайной властью, представляя собою лицо монарха. Прибытие императора к действующим армиям автоматически слагало с главнокомандующего руководство, и он вступал тогда в должность начальника штаба Его Величества, если не следовало особого повеления о сохранении за ним командования войсками.
В Русской армии главнокомандующий в своих действиях подчинялся непосредственно императору, и ни одно правительств, лицо или учреждение не могли требовать от него отчётов. Он был высший и полный начальник всех войск, управлений и чинов состава армии, не исключая и членов императорской фамилии, если они находились при армиях.
Губернии и области, входящие в район театра войны, как в пределах России, так и за границей, в занятых областях, состояли в полном его ведении. При назначении на должность главнокомандующий получал общие указания Государя относительно направления военных действий, а от военного министра общие сведения о составе вверенных ему войск и о предварительных распоряжениях по их довольствию.
В направлении военных действий главнокомандующий распоряжался по своему непосредственному усмотрению, руководствуясь полученными Высочайшими указаниями. Главнокомандующий мог собственной властью заключать с неприятелем перемирие, когда военные обстоятельства вынуждают к тому безотлагательно, донося тотчас Его Величеству. В переговоры же о мире главнокомандующий не мог вступать без особого на то Высочайшего полномочия.
В течение войны главнокомандующий изменял по мере надобности определённые планом мобилизации и сосредоточения границы районов, передаваемых в ведение командующих армиями, объявляя о том в приказе. Он изменял по своему усмотрению состав армии и отдельных корпусов и временно изменяет существующие штаты. По упразднению занятым армиею неприятельским краем ему предоставлялось самостоятельно назначать военных генерал-губернаторов. Во время войны он избирал и допускал к временному исправлению должностей, впредь до их утверждения Высочайшей властью: командующих армиями, гл. начальников военных округов и командиров отдельных корпусов.
За боевые подвиги и другие заслуги он имел право собственной властью награждать унтер-офицеров офицерскими чинами, а офицеров и чиновников следующими чинами до капитана армии, штабс-капитана гвардии и до чина VIII класса включительно и орденами — до ордена Святого Владимира 4 степени и золотого оружия включительно.
В неприятельских областях, занятых по праву войны, главнокомандующий налагал, когда считал нужным, новые налоги. По соглашению с министром финансов он определял и объявляет по армиям сравнительную ценность денежных знаков, русских и иностранных, обращающихся в занятых армиею союзных и неприятельских областях.
Ежегодно или по окончании кампании главнокомандующий представлял императору отчёт о состоянии и службе вверенных ему армий, с приложением отчётов командующих армиями.
Главнокомандующий также пользовался правом утверждать смертные приговоры.
По хозяйственному управлению ему было предоставлено право утверждать подряды и покупки на любую сумму, отменять и назначать торги и слагать ответственность с лиц, ответственных за расходы денежных сумм.
Согласно «Положению о полевом управлении войск», от 16 июля 1914 года, управление фронтом возглавлял Главнокомандующий армиями фронта.

### Советская Россия и Союз ССР
В Советской России, во время гражданской войны и интервенции, сначала частично руководство военными операциями находилось в руках Высшего военного совета, а со 2 сентября 1918 года — Революционного Военного Совета Республики, в составе которого была учреждена должность Главнокомандующий всеми вооруженными силами Республики, а при нём — полевой штаб.
В 1930-х годах в ВС Союза ССР в задачи Главкома входили подготовка, обеспечение и ведение военных операций.
Главнокомандующие возглавляли Главные командования войск направлений, 1941 — 1942 годов — промежуточный орган стратегического руководства Вооружённых Сил СССР между Ставкой и фронтами, флотами и флотилиями в Великой Отечественной войне. Образованы в 1941 — 1942 годах на основных театрах военных действий.

## Временные и постоянные должности
В ВС России были следующие временные и постоянные должности главкома:

### Российская империя
Формирования:
- Главнокомандующий войсками гвардии, так на начало Первой мировой войны главнокомандующим войсками Гвардии и Петербургского военного округа был генерал от кавалерии генерал-адъютант Великий князь Николай Николаевич;

### СССР
В Советской России:

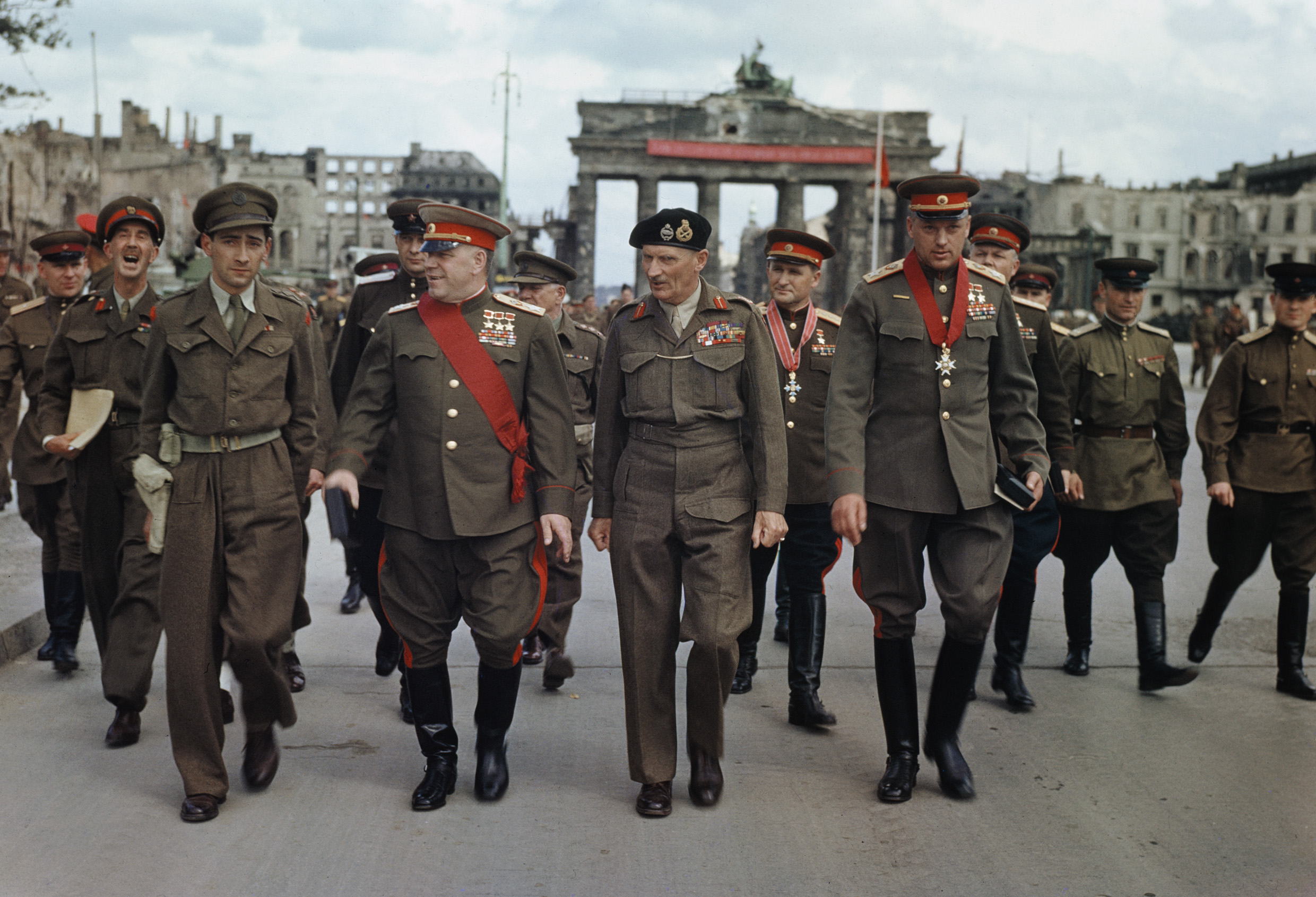
Главнокомандующий ГСОВГ маршал Советского Союза Г. К. Жуков, фельдмаршал Монтгомери, 1-й заместитель Главнокомандующего ГСОВГ генерал армии В. Д. Соколовский, Главнокомандующий СГВ маршал Советского Союза К. К. Рокоссовский, 12 июля 1945 года, Берлин, у Бранденбургских ворот

- Главнокомандующий всеми вооруженными силами РСФСР с 1 сентября 1918 года по 9 июля 1919 года был Иоаким Иоакимович Вацетис. В январе — марте 1919 года одновременно командующий армией Советской Латвии.

В ВС Советского Союза имелись:
- Главнокомандующими советскими войсками по стратегическим направлениям в период Великой Отечественной войны.
- В 1945 году:
  - Главком Главного командования советских войск на Дальнем Востоке был маршал Советского Союза А. М. Василевский.;
- С 1946 года:
  - Главком СВ ВС СССР;
  - Главком ПВО ВС СССР;
  - Главком ВВС ВС СССР;
  - Главком ВМФ ВС СССР;
- С 1959 года:
  - Главком РВСН ВС СССР;

Все главкомы являлись одновременно заместителями Министра обороны СССР.
- ГСВГ:
  - Кроме того, ввиду особого статуса оккупационной группы войск Союза в Германии, должность её руководителя была Главнокомандующий — ГСОВГ (ГСВГ). Но он не являлся заместителем Министра обороны СССР.

### Российская Федерация
В Российская Федерация в её ВС, на данный момент, имеются:
- Главком СВ ВС России;
- Главком ВКС ВС России;
- Главком ВМФ ВС России;
- Главком ВНГ России;

## США
В ВС США имелись:
- Главнокомандующий союзными оккупационными войсками
- Главнокомандующий объединёнными силами в Европе
- и другие.

«Оккупационная армия находится в подчинении главнокомандующего, назначаемого Америкой». И далее: «В случае если между главными союзными державами возникнут разногласия, надлежит следовать американской политике». Таким образом, в этих пунктах подчеркивалось, что верховная власть в стране принадлежит американской армии.— Глава вторая. Оккупация и «демократизация» 1. От кабинета Хигасикуни к первому кабинету Иосида Политика США в Японии в начальный период оккупации, История войны на Тихом океане (в пяти томах).  — Москва: Издательство Иностранной литературы, 1957, 1958.